# Seznam dílů seriálu Ben 10: Síla vesmíru
Toto je seznam dílů seriálu Ben 10: Síla vesmíru. Americký animovaný televizní seriál Ben 10: Síla vesmíru se vysílal od 18. dubna 2008 do 26. března 2010 na stanici Cartoon Network. Byl nahrazen seriálem Ben 10: Dokonalý mimozemšťan.

## Přehled řad
| Řada | Díly | Premiéra v USA     | Premiéra v USA     |
| Řada | Díly | První díl          | Poslední díl       |
| ---- | ---- | ------------------ | ------------------ |
| 1    | 13   | 18. dubna 2008     | 31. srpna 2008     |
| 2    | 13   | 10. října 2008     | 3. března 2009     |
| 3    | 20   | 11. září 2009      | 26. března 2010    |
| Film | Film | 25. listopadu 2009 | 25. listopadu 2009 |

## Seznam dílů

### První řada (2008)
| Č. v seriálu | Č. v řadě | Původní název                     | Český název                      | Režie               | Scénář          | Premiéra v USA    | Prod. kód |
| ------------ | --------- | --------------------------------- | -------------------------------- | ------------------- | --------------- | ----------------- | --------- |
| 1-2          | 12        | Ben 10 Returns                    | Ben 10 se vrací                  | Dan RibaButch Lukic | Dwayne McDuffie | 18. dubna 2008    | 101-102   |
| 3            | 3         | Everybody Talks About the Weather | Všichni mluví o počasí           | Dan Riba            | Dwayne McDuffie | 26. dubna 2008    | 103       |
| 4            | 4         | Kevin's Big Score                 | Kevinův velký úlovek             | Butch Lukic         | Matt Wayne      | 3. května 2008    | 104       |
| 5            | 5         | All That Glitters                 | Vše co se třpytí                 | Dan Riba            | Bob Goodman     | 10. května 2008   | 105       |
| 6            | 6         | Max Out                           | Max končí                        | Butch Lukic         | Jim Krieg       | 17. května 2008   | 106       |
| 7            | 7         | Pier Pressure                     | Rande na molu                    | Dan Riba            | Len Uhley       | 31. května 2008   | 107       |
| 8            | 8         | What Are Little Girls Made of?    | Z čeho jsou vyrobené malé holky? | Butch Lukic         | Matt Wayne      | 7. června 2008    | 108       |
| 9            | 9         | The Gauntlet                      | Rukavice                         | Dan Riba            | Rob Hoegee      | 14. června 2008   | 109       |
| 10           | 10        | Paradox                           | Paradox                          | Butch Lukic         | Jim Krieg       | 5. července 2008  | 110       |
| 11           | 11        | Be-Knighted                       | Buď pasován                      | Dan Riba            | Stan Berkowitz  | 12. července 2008 | 111       |
| 12           | 12        | Plumbers' Helpers                 | Instalatérští pomocníci          | Dan Riba            | Len Uhley       | 17. července 2008 | 112       |
| 13           | 13        | X = Ben + 2                       | X = Ben + 2                      | Butch Lukic         | Matt Wayne      | 31. srpna 2008    | 113       |

### Druhá řada (2008–2009)
| Č. v seriálu | Č. v řadě | Původní název       | Český název               | Režie               | Scénář              | Premiéra v USA     | Prod. kód |
| ------------ | --------- | ------------------- | ------------------------- | ------------------- | ------------------- | ------------------ | --------- |
| 14           | 1         | Darkstar Rising     | Temnohvězd vychází        | Dan Riba            | Dwayne McDuffie     | 10. října 2008     | 201       |
| 15           | 2         | Alone Together      | Sami spolu                | Butch Lukic         | Charlotte Fullerton | 17. října 2008     | 202       |
| 16           | 3         | Good Copy, Bad Copy | Dobrá kopie, špatná kopie | Butch Lukic         | Stan Berkowitz      | 24. října 2008     | 203       |
| 17           | 4         | Save the Last Dance | Poslední tanec            | Dan Riba            | Amy Wolfram         | 7. listopadu 2008  | 204       |
| 18           | 5         | Undercover          | V utajení                 | Butch Lukic         | Adam Beechen        | 14. listopadu 2008 | 205       |
| 19           | 6         | Pet Project         | Projekt mazlíček          | John Fang           | Len Uhley           | 21. listopadu 2008 | 206       |
| 20           | 7         | Grounded            | Domácí vězení             | Dan Riba            | Jim Krieg           | 26. listopadu 2008 | 207       |
| 21           | 8         | Voided              | V nicotě                  | Butch Lukic         | Jim Krieg           | 5. prosince 2008   | 208       |
| 22           | 9         | Inside Man          | Spojenec                  | John Fang           | Matt Wayne          | 12. prosince 2008  | 209       |
| 23           | 10        | Birds of a Feather  | Vrána k vráně             | Dan Riba            | Stan Berkowitz      | 24. března 2009    | 210       |
| 24           | 11        | Unearthed           | Odkrytý                   | Butch Lukic         | Charlotte Fullerton | 25. března 2009    | 211       |
| 25-26        | 1213      | War of the Worlds   | Válka světů               | Dan RibaButch Lukic | Dwayne McDuffie     | 27. března 2009    | 212-213   |

### Třetí řada (2009–2010)
| Č. v seriálu | Č. v řadě | Původní název             | Český název            | Režie                    | Scénář              | Premiéra v USA     | Prod. kód |
| ------------ | --------- | ------------------------- | ---------------------- | ------------------------ | ------------------- | ------------------ | --------- |
| 27-28        | 12        | Vengeance of Vilgax       | Vilgaxova pomsta       | Dan RibaButch Lukic      | Dwayne McDuffie     | 11. září 2009      | 301-302   |
| 29           | 3         | Inferno                   | Peklo                  | John Fang                | Len Uhley           | 18. září 2009      | 303       |
| 30           | 4         | Fool's Gold               | Bláznovo zlato         | Dan Riba                 | Eugene Son          | 25. září 2009      | 304       |
| 31           | 5         | Simple                    | Jednoduše              | Butch Lukic              | Stan Berkowitz      | 9. října 2009      | 305       |
| 32           | 6         | Vreedle, Vreedle          | Nezabaví ti ho         | John Fang                | Charlotte Fullerton | 16. října 2009     | 306       |
| 33           | 7         | Singlehanded              | Jednoručně             | Dan Riba                 | Marty Isenberg      | 23. října 2009     | 307       |
| 34           | 8         | If All Else Fails         | Když vše ostatní selže | Butch Lukic              | Adam Beechen        | 6. listopadu 2009  | 308       |
| 35           | 9         | In Charm's Way            | Okouzlené              | John Fang a Rick Morales | Peter David         | 13. listopadu 2009 | 309       |
| 36           | 10        | Ghost Town                | Město duchů            | Dan Riba                 | Nicole Dubuc        | 20. listopadu 2009 | 310       |
| 37           | 11        | Trade-Off                 | Kompromis              | Butch Lukic              | Len Wein            | 4. prosince 2009   | 311       |
| 38           | 12        | Busy Box                  | Hračička               | Rick Morales             | Jake Black          | 11. prosince 2009  | 312       |
| 39           | 13        | Con of Rath               | Podvod                 | Dan Riba                 | Len Uhley           | 8. ledna 2010      | 313       |
| 40           | 14        | Primus                    | Primus                 | Butch Lukic              | Charlotte Fullerton | 15. ledna 2010     | 314       |
| 41           | 15        | Time Heals                | Čas léčí               | Rick Morales             | Len Uhley           | 22. ledna 2010     | 315       |
| 42           | 16        | The Secret of Chromastone | Chromokamovo tajemství | Dan Riba                 | Rich Fogel          | 29. ledna 2010     | 316       |
| 43           | 17        | Above and Beyond          | V dobrém i zlém        | Butch Lukic              | Eugene Son          | 12. března 2010    | 317       |
| 44           | 18        | Vendetta                  | Vendetta               | Rick Morales             | Len Wein            | 19. března 2010    | 318       |
| 45-46        | 1920      | The Final Battle          | Poslední bitva         | Dan RibaButch Lukic      | Dwayne McDuffie     | 26. března 2010    | 319-320   |

### Film (2009)
| Č. v řadě | Původní název       | Režie       | Scénář                    | Premiéra v USA     |
| --------- | ------------------- | ----------- | ------------------------- | ------------------ |
| Film      | Ben 10: Alien Swarm | Alex Winter | John Turman a James Krieg | 25. listopadu 2009 |

## Vydání DVD
| Název DVD                    | Řada       | Poměr stran | Počet dílů | Délka     | Datum vydání       |
| ---------------------------- | ---------- | ----------- | ---------- | --------- | ------------------ |
| Ben 10: Alien Force Volume 1 | První řada | 4:3         | 5          | 110 minut | 21. října 2008     |
| Ben 10: Alien Force Volume 2 | První řada | 4:3         | 4          | 88 minut  | 13. ledna 2009     |
| Ben 10: Alien Force Volume 3 | První řada | 4:3         | 4          | 88 minut  | 7. dubna 2009      |
| Ben 10: Alien Force Volume 4 | Druhá řada | 16:9        | 5          | 113 minut | 1. září 2009       |
| Ben 10: Alien Force Volume 5 | Druhá řada | 16:9        | 4          | 90 minut  | 17. listopadu 2009 |
| Ben 10: Alien Force Volume 6 | Druhá řada | 16:9        | 4          | 90 minut  | 30. března 2010    |
| Ben 10: Alien Force Volume 7 | Třetí řada | 16:9        | 7          | 159 minut | 29. června 2010    |
| Ben 10: Alien Force Volume 8 | Třetí řada | 16:9        | 6          | 136 minut | 24. srpna 2010     |
| Ben 10: Alien Force Volume 9 | Třetí řada | 16:9        | 7          | 180 minut | 5. října 2010      |

| Název DVD                      | Řada       | Poměr stran | Počet dílů | Délka     | Datum vydání   |
| ------------------------------ | ---------- | ----------- | ---------- | --------- | -------------- |
| Ben 10: Alien Force – Season 1 | První řada | 4:3         | 13         | 286 minut | 1. června 2011 |
| Ben 10: Alien Force – Season 2 | Druhá řada | 4:3         | 13         | 286 minut | 1. června 2011 |
| Ben 10: Alien Force – Season 3 | Třetí řada | 4:3         | 10         | 220 minut | 1. června 2011 |